# ننه باللینا
ننه باللینا (انگلیسی: Nené Ballina؛ زادهٔ ۲۹ آوریل ۱۹۶۴) بازیکن فوتبال اهل اسپانیا است.
از باشگاه‌هایی که در آن بازی کرده‌است می‌توان به باشگاه فوتبال رئال اویدو، باشگاه فوتبال راسینگ سانتاندر، باشگاه فوتبال رایو وایکانو، و باشگاه فوتبال ویارئال اشاره کرد.